# Schleiden
Schleiden è una città di 12 956 abitanti della Renania Settentrionale-Vestfalia, in Germania.
Appartiene al circondario (Kreis) di Euskirchen (targa EU).
Gran parte del territorio di Schleiden appartiene al Parco Nazionale dell'Eifel.